# 吉野陽翔
吉野 陽翔（よしの はると、2002年8月4日 - ）は、栃木県宇都宮市出身のサッカー選手。ポジションはミッドフィルダー (MF)。Jリーグ・栃木SC所属。

## 経歴
栃木SCアカデミー出身
立正大学在学中の2023年12月21日、栃木SCに2025年から加入することを発表した。
2024年は栃木SCの特別指定選手として選手登録された。
2025年2月16日、J3開幕戦の高知ユナイテッドSC戦でJリーグデビューを果たす。

## 所属クラブ
- 栃木SC U-12(宇都宮市立戸祭小学校)
- 栃木SC U-15(宇都宮市立星ヶ丘中学校)
- 栃木SC U-18(作新学院高校)
- 立正大学
  - 2024年 栃木SC（特別指定選手）
- 2025年 -  栃木SC

## 個人成績
| 国内大会個人成績 | 国内大会個人成績 | 国内大会個人成績 | 国内大会個人成績 | 国内大会個人成績 | 国内大会個人成績 | 国内大会個人成績 | 国内大会個人成績 | 国内大会個人成績 | 国内大会個人成績 | 国内大会個人成績 | 国内大会個人成績 |
| 年度             | クラブ           | 背番号           | リーグ           | リーグ戦         | リーグ戦         | リーグ杯         | リーグ杯         | オープン杯       | オープン杯       | 期間通算         | 期間通算         |
| 年度             | クラブ           | 背番号           | リーグ           | 出場             | 得点             | 出場             | 得点             | 出場             | 得点             | 出場             | 得点             |
| 日本             | 日本             | 日本             | 日本             | リーグ戦         | リーグ戦         | リーグ杯         | リーグ杯         | 天皇杯           | 天皇杯           | 期間通算         | 期間通算         |
| ---------------- | ---------------- | ---------------- | ---------------- | ---------------- | ---------------- | ---------------- | ---------------- | ---------------- | ---------------- | ---------------- | ---------------- |
| 2025             | 栃木SC           | 47               | J3               |                  |                  |                  |                  |                  |                  |                  |                  |
| 通算             | 日本             | 日本             | J3               |                  |                  |                  |                  |                  |                  |                  |                  |
| 総通算           |                  |                  |                  |                  |                  |                  |                  |                  |                  |                  |                  |

- 2024年は特別指定選手（出場無し）

出場歴
- Jリーグ初出場 2025年2月16日 J3第1節 高知ユナイテッドSC戦（カンセキスタジアムとちぎ）